# عبد الله القرني (لاعب كرة قدم مواليد 1987)
اللاعب عبد الله القرني مدافع سعودي كان يلعب في نادي النصر السعودي انتقل إليه من نادي أبها موسم 2009 - 2010، وترواح انتقاله بين مد وجزر انتهى بقيده في نادي النصر، انتقل لنادي القادسية إلى نهاية موسم 2011/2012، انتقل بعدها إلى نادي الفتح وحقق لقب الدوري وكأس السوبر موسم 2013/2014 ، إنتقل بعدها إلى نادي الخليج وحقق معه الصعود لدوري جميل موسم 2014/2015 أنهى بهذا الصعود مسيرته الكرويه بسبب ضروفه الصحية
وكان يلعب سابقاً في نادي الزيتون بسبت العلايا مسقط رأسه، وكان يتوقع له النقاد مستقبل باهر. واعتبر من أفضل المدافعين .